# Atacadão
Atacadão est une enseigne de grande distribution brésilienne rachetée en 2007 par le groupe Carrefour, qui devient ainsi leader sur le marché brésilien.
Il s’agit d’une chaine discount de magasins-entrepôts proposant des conditionnements en gros volume avec des remises progressives en fonction de la quantité achetée (libre-service de gros). Ce modèle lui permet de pratiquer des prix 10 à 15% plus bas que les grandes surfaces classiques. En contrepartie, peu de références sont proposées : environ 9 000, contre 40 000 pour un hypermarché classique. Ce modèle est similaire à celui de Costco ou Netto.

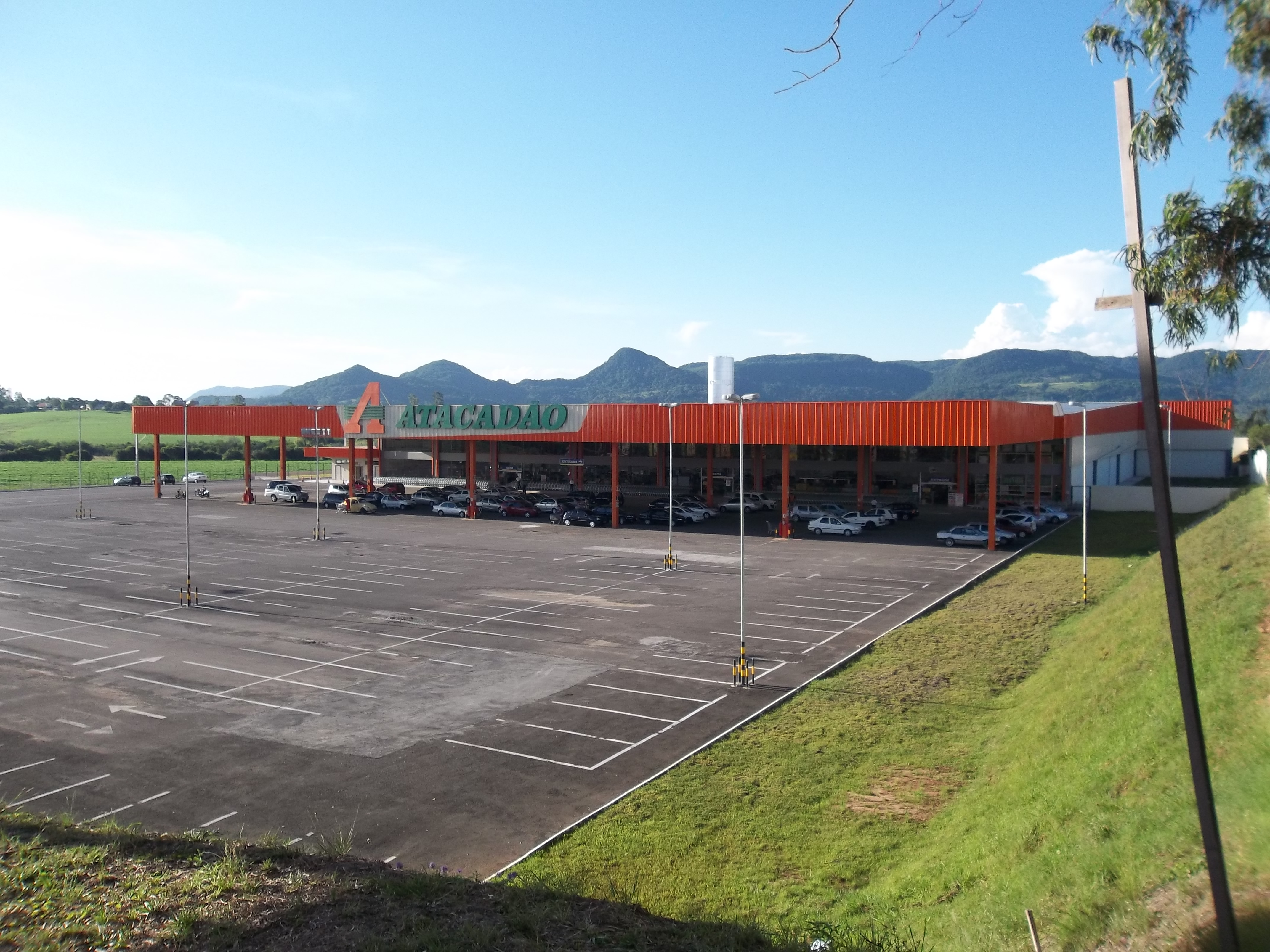
Magasin Atacadão à Santa Maria, au Rio Grande do Sul.

En 2010, la chaine ouvre son premier magasin en dehors du Brésil dans la ville de Bogota en Colombie, et en Argentine, dans la région de Buenos Aires.
En 2012, la chaine de Metro Cash & Carry (appartenant au groupe Metro AG) au Maroc, rachetée par Label'Vie, est passée sous l'enseigne Atacadão Maroc,.
Le 20 juin 2024, un premier magasin a ouvert en France, au centre commercial O’Parinor d’Aulnay-sous-Bois en Seine-Saint-Denis, ce qui est vu comme une réponse à l’effet de l’inflation sur le pouvoir d’achat des Français. Certains analystes y voient un signe du « déclassement de la société française ». Un logo spécifique pour la France est déposé en août 2023.
En février 2025, Carrefour annonce vouloir acquérir la participation qu'il ne détient pas, soit 33 %, dans Atacadao, pour 920 millions de dollars.